# شونا شيم
شونا شيم (بالإنجليزية: Shauna Shim)‏ هي ممثلة أمريكية، ولدت في 1979 في ميامي في الولايات المتحدة.

## أعمال

### أفلام
- دوجفيل[4]

## وصلات خارجية
- شونا شيم على موقع IMDb (الإنجليزية)
- شونا شيم على موقع قاعدة بيانات الفيلم (الإنجليزية)